# Route nationale 67
La route nationale 67 (RN 67 o N 67) è una strada nazionale francese che parte da Saint-Dizier e termina a Chaumont. In passato possedeva un ulteriore troncone che è stato in seguito assegnato ad altre statali oppure declassato.

## Percorso
Si stacca dalla N4 a sud di Saint-Dizier e risale il corso della Marna fino a Chaumont, passando per Joinville, Donjeux (da dove partiva la N67a) ed altri paesi. Oggi è una strada che evita di attraversare i centri abitati che serve. L’attuale N67 finisce all’innesto sull’A5.
La N19 collega Chaumont a Langres, dove cominciava un nuovo troncone della N67 fino agli anni settanta. La prima parte di questo, cioè fino a Longeau-Percey, divenne N74 e, nel 2006, D974. In seguito l’attuale D67 prosegue verso sud-est, attraversa la Saona a Gray, l’Ognon a Marnay e il Doubs a Besançon: da Audeux a qui è declassata a D70.
Dopo Besançon fu ripresa dalla N57 fino a Morre, quindi si dirigeva a sud fino alla valle della Loue, che risaliva fin quasi alla sorgente.  A Saint-Gorgon-Main la D67 è di nuovo assorbita dalla N57. La vecchia nazionale continuava verso sud per Pontarlier e terminava sul confine con la Svizzera dopo Jougne. Da La Cluse-et-Mijoux partiva la N67bis.